# Ultra-Film
Die Ultra-Film GmbH war ein deutsches Produktionsunternehmen für die Synchronisation von Filmen.
Nachdem die Motion Picture Export Association (MPEA), ein Zusammenschluss mehrerer Hollywood-Studios, zum Jahresende 1949 ihre deutsche Synchronabteilung aufgelöst hatte, gründeten der Produktionsleiter E.G. Techow und die Regisseure Josef Wolf und Alfred Vohrer 1950 die Ultra-Film GmbH. Sie übernahmen die Synchronstudios der MPEA auf dem Areal der Bavaria-Filmstudios nahe München. Begünstigt durch staatliche Subventionen verlegte das Unternehmen seinen Hauptsitz 1952 nach Berlin und nannte sich ab 1953 Ultrasynchron Vohrer & Wolf. Ihre Ateliers unterhielt diese im Gebäude der Mosaik-Film in Lankwitz, in dem ebenfalls bereits die MPEA-Synchronabteilung in ihren letzten beiden Betriebsjahren ansässig war. Weitere Mieter im Gebäude waren u. a. auch die Berliner Synchron und die Elite-Film Franz Schröder.
E.G. Techow schied 1956 aus der Ultrasynchron aus und gründete in München die Arena Synchron (nicht zu verwechseln mit dem 1972 entstandenen und noch heute existierenden Berliner Synchronunternehmen), während Wolf und Vohrer nebenbei auch in der Filmproduktion Fuß fassen wollten. Die nun in Ultra-Film Berlin GmbH umfirmierte Gesellschaft produzierte drei Filme, bei denen Vohrer Regie führte und Wolf als Produzent zeichnete: Schmutziger Engel (1958), Verbrechen nach Schulschluß (1959), Mit 17 weint man nicht (1960). Vohrer ging daraufhin eigene Wege und wurde wenig später durch die Edgar-Wallace-Filme bekannt. Für seine Filme Unter Geiern, Old Surehand sowie Winnetou und sein Freund Old Firehand war er nochmals als Synchronregisseur für die Ultra-Film tätig.
Die Ultra-Film war in den 1950er und 1960er Jahren neben der Berliner Synchron das bedeutendste deutsche Synchronunternehmen. Neben den James-Bond-Filmen zählen Produktionen wie African Queen, Der große Diktator, Lawrence von Arabien, Cleopatra, Gesprengte Ketten, Wer hat Angst vor Virginia Woolf?, Bullitt, Hängt ihn höher oder Einer flog über das Kuckucksnest zu den bekanntesten Werken des Synchronstudios. Während der Großteil der Filme in Berlin aufgenommen wurde, stand der Ultra-Film zusätzlich noch ihr Synchronstudio in München und Hamburg zur Verfügung, auf das sie insbesondere in Zeiten starker Nachfrage zurückgriff.
Anfang 1974 stellte die Ultra-Film den Betrieb ein. Die Familie von Josef Wolf führte die Münchner Niederlassung unter dem Namen cine-adaption weiter und erstellte in den folgenden Jahren noch einige weitere Synchronfassungen, überwiegend von Filmen im Verleih von United Artists und Warner.